# Zanam Zindé
Zanam Zindé (Wylie: Za nam zin lde; ZWPY: ཟ་ནལ་ཟིན་ལྡེ།) là vua Tây Tạng thứ 16, một trong các vị vua thần thoại Tây Tạng, theo hiến pháp các chúc năng của Dulun, Premier và Anben, phải chịu trách nhiệm thu thuế và cống nạp được ghi nhận là do Zindé lập ra.